# Ilan Ramon
Ilan Ramon  (în ebraică אילן רמון, născut Ilan Wolferman; n. 20 iunie 1954, Ramat Gan, Israel – d. 1 februarie 2003, Texas, SUA) a fost un pilot de luptă israelian din cadrul Forțelor Aeriene Israeliene și apoi primul astronaut israelian.
Ramon a fost specialist în cadrul misiunii STS-107, misiunea fatală a navetei spațiale Columbia în care cei șapte membri ai echipajului au murit în accidentul produs la reintrarea în atmosfera Pământului. La vârsta de 48 de ani, el era cel mai bătrân membru al echipajului. Ramon este singura persoană străină deținătoare a Medaliei de Onoare Spațială a Congresului American, care i s-a decernat post-mortem.

## Biografie
Născut în Ramat Gan, Israel, din părinții Tonya (1929–2003) și Eliezer Wolfferman (1923–2006), o familie de evrei așkenazi, Ramon a crescut în Beer Șeva. Tatăl său era din Germania, iar familia sa a fugit de persecuția nazistă în 1935. Mama și bunica lui erau din Polonia și au supraviețuit Holocaustului, după ce au fost în Auschwitz. Au emigrat în Israel în 1949. Prenumele lui Ramon, Ilan, înseamnă „copac” în ebraică. Ramon și-a ebraizat numele de familie din Wolfferman în Ramon, un nume mai „israelian (Sabra)”, când s-a alăturat Forțelor Aeriene Israeliene (IAF). Acest lucru era obișnuit și așteptat de la piloții IAF, precum și de la ofițerii superiori ai IDF în acea perioadă.
Ramon a absolvit liceul în 1972. În 1987, a obținut o diplomă de licență în inginerie electronică și informatică de la Universitatea din Tel Aviv.

## Carieră în Forțele Aeriene
Ramon a fost colonel (Aluf Mishne) și pilot de vânătoare în Forțele Aeriene Israeliene, având mii de ore de experiență de zbor. El a început cursul pentru piloți de vânătoare la Academia de Aviație a Forțelor Aeriene Israeliene în 1972, dar a fost nevoit să-și suspende studiile după ce și-a fracturat mâna. Ramon a servit într-o unitate de război electronic în Sinai în timpul Războiului de Yom Kippur, iar ulterior s-a întors la academie. A absolvit cursul de piloți de vânătoare în 1974. Între 1974 și 1976, Ramon a participat la instruirea și operațiunile pe A-4 Skyhawk. Între 1976 și 1980, a luat parte la instruirea și operațiunile pentru Mirage IIIC.
În 1980, ca membru al echipei de înființare a primei escadrile de F-16 din Israel, Ramon a urmat cursul de pregătire pentru F-16 la Hill Air Force Base, Utah. Între 1981 și 1983, a fost comandant adjunct al Escadrilei B de F-16.
În 1981, Ramon a fost cel mai tânăr pilot care a participat la Operațiunea Opera, atacul Israelului asupra reactorului nuclear neterminat Osiraq din Irak. Facilitățile au fost distruse, ucigând zece soldați irakieni și un cercetător francez. Ramon a participat, de asemenea, la Războiul din Liban din 1982.
După ce a urmat cursuri la Universitatea din Tel Aviv, Ramon a servit ca adjunct al comandantului Escadrilei A din Escadrila 119, pilotând un F-4 Phantom (1988–1990). În 1990, a participat la Cursul pentru Comandanți de Escadrilă, iar între 1990 și 1992 a comandat Escadrila 117, pilotând un F-16. Între 1992 și 1994, Ramon a fost șeful Secției de Aeronave din Departamentul de Cerințe Operaționale. În 1994, a fost promovat la gradul de colonel și numit șef al Departamentului de Cerințe Operaționale pentru Dezvoltarea și Achiziția Armamentului. Ramon a ocupat acest post până în 1998.
Ramon a acumulat peste 3.000 de ore de zbor pe A-4, Mirage IIIC și F-4, și peste 1.000 de ore de zbor pe F-16.

## Experiența NASA

### Experiența NASA și antrenamentele terestre NASA
În 1997, Ramon a fost selectat ca specialist pentru încărcături utile. A fost desemnat să se antreneze pentru o misiune cu naveta spațială, având o sarcină utilă ce includea o cameră multispectrală pentru înregistrarea aerosolilor deșertici (praf). În iulie 1998, Ramon a început antrenamentele la Centrul Spațial Johnson din Houston, Texas, unde s-a pregătit până în 2003. Ramon a zburat la bordul misiunii STS-107, acumulând 15 zile, 22 de ore și 20 de minute în spațiu.

### Zbor spațial: STS-107, Naveta Spațială Columbia
STS-107 Columbia (16 ianuarie – 1 februarie 2003) a fost o misiune dedicată științei și cercetării, cu o durată de 16 zile. Echipajul a lucrat 24 de ore pe zi, în două schimburi alternante, reușind să realizeze aproximativ 80 de experimente.
Deși personal nereligios, Ramon a respectat tradițiile în timpul misiunii spațiale: „Simt că reprezint toți evreii și toți israelienii.” A fost primul astronaut care a cerut hrană kosher și a marcat Sabatul.
Misiunea STS-107 s-a încheiat brusc când Naveta Spațială Columbia a fost distrusă, iar echipajul său a murit în timpul reintrării în atmosferă, cu 16 minute înainte de aterizarea planificată.

### Obiecte simbolice și legătura cu Holocaustul
Ramon, a cărui mamă și bunică au supraviețuit lagărului de la Auschwitz, a fost rugat de S. Isaac Mekel, director de dezvoltare la Societatea Americană pentru Yad Vashem, să ia un obiect de la Yad Vashem în spațiu. Ramon a dus cu el o schiță în creion, Peisaj lunar, desenată de Petr Ginz, un adolescent de 16 ani ucis la Auschwitz. De asemenea, a luat o microfișă a Torei, primită de la președintele israelian Moshe Katsav, și un sul miniatural de Tora (din Holocaust), oferit de profesorul Yehoyachin Yosef, supraviețuitor al lagărului Bergen-Belsen.
Ramon a cerut organizației 1939 Club, formată din supraviețuitori ai Holocaustului din Los Angeles, un simbol al Holocaustului pe care să-l ducă în spațiu. A fost aleasă o mezuză din sârmă ghimpată, realizată de artista Aimee Golant din San Francisco. Ramon a luat cu el și un dolar oferit de Lubavitcher Rebbe, rabinul Menachem M. Schneerson.
Ramon și echipajul misiunii Columbia au murit în zona de est a Texasului, în sudul Statelor Unite, în timpul reintrării în atmosfera Pământului, cu 16 minute înainte de aterizare.

### Jurnalul
Printre cele 40% din conținutul Navetei Spațiale Columbia recuperate după prăbușire, în apropiere de Palestine, Texas, s-au aflat și 37 de pagini din jurnalul lui Ramon, pe care NASA le-a returnat soției sale.[12][13] Văduva lui, Rona, a împărtășit un fragment cu publicul israelian într-o expoziție la Muzeul Israel din Ierusalim. Două pagini au fost expuse: una conținând notițe ale lui Ramon, cealaltă o copie a rugăciunii Kiddush.

Curatorul Yigal Zalmona a declarat că jurnalul a fost restaurat parțial într-un an și a necesitat încă patru ani pentru ca experții poliției să descifreze 80% din text. Jurnalul a supraviețuit condițiilor extreme – exploziei, frigului atmosferic și atacului microorganismelor și insectelor. Zalmona a numit supraviețuirea acestuia un miracol. Ramon a scris în ultima zi a jurnalului:
„Astăzi a fost prima zi în care am simțit că trăiesc cu adevărat în spațiu. Am devenit un om care trăiește și lucrează în spațiu.”
Scris cu cerneală neagră și creion, jurnalul acoperă primele șase zile ale misiunii de 16 zile.

## Familie
Supraviețuitorii lui Ramon
Ramon a fost supraviețuit de soția sa, Rona, și de cei patru copii ai lor: Assaf, Tal, Yiftah și Noa, care se aflau în Florida în momentul accidentului.

### Assaf Ramon
Fiul cel mare al lui Ramon, Assaf (10 februarie 1988 – 13 septembrie 2009), a murit la vârsta de 21 de ani, în timpul unui zbor de antrenament de rutină, pilotând un F-16A, la trei luni după ce a absolvit școala de zbor a Forțelor Aeriene Israeliene de la baza Hatzerim ca cel mai bun cadet din promoția sa. Assaf și-a pierdut cunoștința din cauza vertijului, ca rezultat al vitezei mari și condițiilor de forță G la care a fost supus. Acest lucru a dus la prăbușirea avionului și la decesul lui Assaf. Era considerat un pilot excelent.
Locotenent în Forțele Aeriene Israeliene, Assaf a fost avansat postum la gradul de căpitan.

### Rona Ramon
Văduva lui Ramon, Rona, a servit în Forțele de Apărare ale Israelului ca paramedic și ulterior a obținut o licență la Institutul Wingate. După moartea lui Assaf, Rona a revenit la universitate și a absolvit un master în sănătate holistică la Universitatea Lesley din Massachusetts. Ea a ținut prelegeri despre gestionarea durerii și găsirea mecanismelor de adaptare.
Rona a fost directorul general fondator al Fundației Ramon, o organizație nonprofit care promovează excelența academică în rândul tinerilor și leadership-ul social prin știință și tehnologie. Rona a murit de cancer pancreatic pe 17 decembrie 2018. A fost distinsă postum cu Premiul Israel pentru realizări de o viață.

### Tal Ramon
Pe 10 noiembrie 2013, Societatea Americană pentru Yad Vashem a organizat un eveniment special la care a participat fiul lui Ramon, Tal, care a interpretat o melodie compusă în memoria tatălui său. Tal și-a lansat albumul de debut, Dmut, în 2016, pe care l-a prezentat la clubul Zappa Tel Aviv.

### Yiftach Ramon
Cel de-al treilea fiu al lui Ramon, Yiftach, a participat la emisiunea de televiziune Hamerotz LaMillion 9 (versiunea israeliană a The Amazing Race) împreună cu prietenul său Sahar. Cei doi au ocupat locul 5 din 13.

## In memoriam
- 9 mai 2013 - În prezența văduvei sale, Rona Ramon, și a ministrului israelian al transportului, Israel Katz s-a pus piatra de temelie a Aeroportului Internațional Ramon din Eilat, numit astfel în amintirea lui Ilan Ramon si a fiului sau, Assaf Ramon. Aeroportul a intrat în funcție la 21 ianuarie 2019.
- O stradă din Beer Sheva, care duce la Hatzerim, precum și Școala tehnică a aviației militare care se afla pe aceasta strada, poarta numele lui Ilan Ramon. Tot acolo în 2007 s-a ridicat un monument în memoria sa, de asemenea s-a inaugurat o piață în care a fost amplasat un avion de tip Fantom din escadrila în care a servit.
- 2007 - Scriitorul Moshe Granot a publicat o carte despre Ramon în editura Dani Sfarim, cu titlul „Hanáar shehalám la'uf:Sipuró shel Ilan Ramon - Haastronaut haisraelí harishon”.(Băiatul care a visat să zboare:Povestea lui Ilan Ramon, cel dintâi astronaut israelian)
- Așezarea comunitară Mitzpe Ilan din zona Wadi Ara, la 4 km vest de Harish, a fost denumită în amintirea sa.
- Numele său a fost dat secției de urgențe a Spitalului Kaplan din orașul Rehovot , centrului de tineret iubitor al fizicii la centrul stiințific și planetariuli Universității Ben Gurion din Beer Sheva, unor școli în localitățile israeliene Beer Yaakov, Gan Yavne, Ghedera, Hod Hasharon, Hadera, Ierusalim, Kohav Yair-Tzur Igal, Modiyin, Natania, Rishon Letzion, Ramat Gan,Shaarey Tikva și Kfar Saba, de asemenea - din 2011 - școala evreiască din Agora Hills în California,din 2007 - străzi din Vaughn și Cote Saint Luc din Canada
- Asteroidul 51828  a fost numit Ilan Ramon
- În fiecare an are loc conferința Ilan Ramon a Agenției spațiale israeliene și a Ministerului științei și tehnologiei,cu participare internațională. * Începând din 2013, la Centrul  de vizitatori de pe marginea Craterului Ramon din Neghev, este expusă uniforma de cosmonaut a lui Ilan Ramon și o machetă a Navetei spațiale Columbia.
- Ramon și colegii lui din misiunea spațială sunt eternizați și pe Observatorul de pe Muntele Ramon, care priveste spre dealurile de bazalt Karnei Ramon de la vest de Craterul Ramon.
- Februarie 2004 - Poșta israeliană a emis un timbru postal cu imaginea lui Ilan Ramon, Israelul și peninsula Sinai vazute din spatiu, Harta stelelor, Naveta Columbia și simbolul Agenției spațiale israeliene - editate de artistul plastic Daniel Goldberg